# Cercopithecus mona
Espèce
Répartition géographique
Statut de conservation UICN

 NT  : Quasi menacé
Statut CITES
Cercopithecus mona est une espèce de singe de l'Ancien Monde qui vit en Afrique de l'Ouest entre le Ghana et le Cameroun. Cercopithecus mona est également présent sur l'île de la Grenade car il a été transporté sur l'île à bord de bateaux d'esclaves dirigés vers le Nouveau Monde au cours du XVIIIe siècle. 
Ce cercopithèque vit en groupes jusqu'à trente-cinq individus dans les forêts. Il se nourrit essentiellement de fruits, mais parfois mange les insectes et les feuilles. Cercopithecus mona possède une fourrure marron agouti avec un croupion blanc. Sa queue et ses pattes sont noirs et le visage est gris-bleu avec une ligne sombre sur le visage. Cercopithecus mona transporte de la nourriture dans ses abajoues.

## Description
Le mâle mesure de 41 à 60 cm de long en comptant la tête et le corps et la longueur de sa queue est comprise entre 52 et 73 cm. La femelle mesure de 34 à 45,7 cm de long. La couronne de la tête est brune et le front est barré d'une large bande blanchâtre. Les parties supérieures du corps et les côtés extérieurs des flancs sont brun foncé, tandis que les parties intérieure et l'intérieur des membres sont blanc-crème. De chaque côté de la base de la queue préhensile se trouvent une paire de poils blancs qui ressemblent étroitement à celles des callosités ischiatiques trouvé chez les babouins et autres singes du Vieux Monde dans cette position.

## Répartition et habitat
Le singe mona est originaire des forêts de plaine de l'est du Ghana, du Togo, du Bénin, du Nigeria et de l'ouest du Cameroun. Il a également été introduit dans la Grenade, Saint-Kitts-et-Nevis et São Tomé et Príncipe. Bien qu'elle soit principalement forestière, cette espèce est capable de s'adapter à des forêts fortement dégradées, des forêt-galeries dans les régions de savane, des mangroves. Ainsi, dans la région du delta du fleuve Niger, cette espèce est généralement l'espèce de singe la plus courante près des rivières, illustrant la grande adaptabilité à plusieurs environnements différents de cette espèce.

## Comportement
Cercopithecus mona vit habituellement en groupes de douze individus avec un unique mâle adulte, mais de plus grands groupes peuvent également être aperçus. La troupe se déplace à travers la canopée pour la recherche de nourriture, principalement des fruits, mais ils peuvent aussi manger des fleurs, des graines, des insectes et d'autres invertébrés. Cercopithecus mona possède une voix bruyante et émet des gémissements expressifs. Le mâle lance un « ooer » qui est l'appel d'alarme ; les appels de copulation sont accompagnés de grognements. Le Cercopithecus mona s'associe souvent à d'autres espèces de singes, y compris le cercopithèque de Lowe (Cercopithecus lowei) et le cercopithèque pogonias (Cercopithecus pogonias).

## Statut et conservation
Cercopithecus mona est une espèce qui s'adapte facilement. Son habitat naturel, la forêt, a été touchée par la destruction des habitats et elle souffre de la chasse pour sa chair recherchée. Cependant, la population ne semble pas être en baisse significative, et l'Union internationale pour la conservation de la nature a évalué son état de conservation comme étant de « préoccupation mineure ».
Au Bénin, l'habitat du singe mona est préservé grâce aux forêts qui abritent les divinités vodoun. Ces forêts sont considérées comme sacrées et personne ne vient y couper la végétation, ce qui en fait pour Cercopithecus mona un refuge protégé par la tradition, sans intervention de l'Etat.